# كارولين كيسي
كارولين كيسي (بالإنجليزية: Caroline Casey)‏ (27 مايو 1994 بتشيسابيك في الولايات المتحدة - ) هي لاعبة كرة قدم أمريكية في مركز حراسة المرمى. لعبت مع واشنطن سبيريت.

## وصلات خارجية
- كارولين كيسي على موقع قاعدة بيانات كرة القدم.إي يو (الإنجليزية)
- كارولين كيسي على موقع Soccerway.com (الإنجليزية)